# 取上 (弘前市)
取上（とりあげ）は、青森県弘前市の地名。郵便番号は036-8171。

## 地理
弘前市東部、平川中流の平野部に位置する。地域内は市中心部の南に位置する住宅街となっており、地域の東端をJR奥羽本線が通る。
北は松森町・南大町、東は川先・大清水、南は北園・清原、西は富田町・南富田町、と接している。また、隣接地域の大半が幹線道路や鉄道、河川などを挟んで接している。

### 河川
- 腰巻川

## 歴史
元は津軽郡取上村であった。戦国期より見られる地名で、天文年間の津軽郡中名字には平賀郡山辺のうちとして「取挙」の名が見られた。弘前藩領で、津軽郡平賀庄のうちとなる江戸期には、現在と同じ「取上」の名で見られるようになり、弘前城下から秋田領へ抜ける羽州街道沿いを中心に集落が形成されたほか、「国日記」には1664年（寛文4年）に火罪による刑が取上にて執行されたとあり、それ以前より刑場が設置されていた。また、村には座王堂地と稲荷社地があり、座王堂は現在の取上三丁目の貴船神社を指すと考えられる。村高は「正保高帳」では413石余り、「寛文高辻帳」では413石余り、「貞享4年検地水帳」では996石余り、「寛保高辻帳」では413石余り、「天保郷帳」では471石余り、「旧高旧領」では1,051石余り。
明治維新後は、1871年（明治4年）に弘前県、青森県となり、1878年（明治11年）に中津軽郡となる。また、「国誌」によると明治初年の戸数は33戸で、田が少なく畑が多いと記されており、1879年（明治12年）の「共武政表」には、人口が267人、戸数45戸、馬19頭、人力車1となっている。1889年（明治22年）の町村制施行により、同年堀越村・門外（かどけ）村・大清水村と合併し、堀越村大字取上となる。1895年（明治28年）には地域の東側に奥羽北線が開通し、1897年（明治30年）に弘前市に陸軍第八師団が設置されたことを受け、騎兵第八連隊が地域内に置かれる。1948年（昭和23年）に字西田に堀越小学校松原分校が設置され、1954年（昭和29年）には松原小学校として独立。松原小学校は1964年（昭和39年）に文京小学校に改称し、現在は中野一丁目に所在している。また、1955年（昭和30年）には堀越村が弘前市に編入され、同市の大字となる。1965年（昭和40年）には、弘前大学教育学部附属中学校が字西田へ移転し、翌1966年（昭和41年）には弘前大学教育学部附属小学校も字西田へ移転。1975年（昭和50年）には、字安原に青森県立弘前養護学校の大清水分教室が設置されている。1969年（昭和44年）に、地域の一部を松原西一～三丁目、松原東一～三丁目、南富田町、豊原一～二丁目、三岳町、北園一～二丁目、学園町、中野四丁目に、1973年（昭和48年）に、松原東四～五丁目、千年一丁目に、1977年（昭和52年）に取上一～五丁目に、1979年（昭和54年）に清原一～四丁目、1983年（昭和58年）に南大町一～二丁目となる。現在では旧大字取上の中心部付近が取上一丁目～五丁目として残る。

### 地名の由来
昔、刑場があったことから（首を取り上げる）、あるいは産婆（取り上げ婆あ）から来たという説がある。しかしこれらについては文献が無く、かつて存在した大字取上から取ったというのが最も正確である。

### 沿革
- 1868年（明治元年） 弘前県の管轄を経て、青森県の管轄となる。
- 1878年（明治11年） 郡区町村制施行。同時に津軽郡が、東津軽郡、西津軽郡、南津軽郡、北津軽郡、中津軽郡に分離し、中津軽郡取上村となる。
- 1889年（明治22年） 中津軽郡堀越村・門外（かどけ）村・大清水村と合併し、中津軽郡堀越村大字取上となる。
- 1948年（昭和23年） 字西田に堀越小学校松原分校を設置。
- 1954年（昭和29年） 堀越小学校松原分校が松原小学校として独立。
- 1955年（昭和30年） 弘前市に編入、弘前市大字取上となる。
- 1965年（昭和40年） 弘前大学教育学部附属中学校が字西田へ移転。
- 1966年（昭和41年） 弘前大学教育学部附属小学校が字西田へ移転。
- 1969年（昭和44年） 地域の一部を松原西一～三丁目、松原東一～三丁目、南富田町、豊原一～二丁目、三岳町、北園一～二丁目、学園町、中野四丁目として分離。
- 1973年（昭和48年） 地域の一部を松原東四～五丁目、千年一丁目として分離。
- 1975年（昭和50年） 字安原の大清水学園に青森県立弘前養護学校の大清水分教室を設置。
- 1977年（昭和52年） 地域の一部を取上一～五丁目として分離。該当部分は旧取上村の中心部であり、現在に取上の名前を残す地域となっている。
- 1979年（昭和54年） 地域の一部を清原一～四丁目として分離。
- 1983年（昭和58年） 地域の残部が南大町一～二丁目となる。

## 小字
「貞享4年検地水帳」には、安原、東田、広野の小字が見られたほか、1921年（大正10年）の「中津軽郡統計書」によると、安原、東田、奥野、沢田、三岳、豊田、西田、早稲田の小字が見られる。

## 世帯数と人口
2017年（平成29年）6月1日現在の世帯数と人口は以下の通りである。
| 丁目       | 世帯数    | 人口    |
| ---------- | --------- | ------- |
| 取上一丁目 | 360世帯   | 742人   |
| 取上二丁目 | 330世帯   | 728人   |
| 取上三丁目 | 276世帯   | 568人   |
| 取上四丁目 | 226世帯   | 491人   |
| 取上五丁目 | 462世帯   | 935人   |
| 計         | 1,654世帯 | 3,464人 |

## 施設

### 教育
- ふたば保育園

### 医療
- たかはし内科胃腸科小児科
- 佐藤内科小児科取上病院
- いちむら歯科医院
- ひまわり治療院
- 北岡マッサージ治療院

### 福祉
- ふれあい取上
- 株式会社ゴールド

### 商業
- スーパードラッグアサヒ弘前南大町店
- セブンイレブン弘前取上2丁目店
- ローソン弘前取上店
- ホワイト急便弘前取上店

### 公共
- 取上公民館
- 貴船神社 - かつての座王堂を指すと考えられ、1868年（明治元年）に現在地（現:取上三丁目）に移転[3]。また、現在地は旧取上刑場の場所とされている。現在は夏に宵宮[4]、ラジオ体操、年末年始は参拝客でにぎわう。

## 小・中学校の学区
市立小・中学校に通う場合、学区は以下の通りとなる。
| 大字       | 番地 | 小学校                 | 中学校             |
| ---------- | ---- | ---------------------- | ------------------ |
| 取上一丁目 | 全域 | 弘前市立第三大成小学校 | 弘前市立第三中学校 |
| 取上二丁目 | 全域 | 弘前市立第三大成小学校 | 弘前市立第三中学校 |
| 取上三丁目 | 全域 | 弘前市立第三大成小学校 | 弘前市立第三中学校 |
| 取上四丁目 | 全域 | 弘前市立第三大成小学校 | 弘前市立第三中学校 |
| 取上五丁目 | 全域 | 弘前市立第三大成小学校 | 弘前市立第三中学校 |

## 交通
- 弘南バス
  - 松森町角、取上（弘前 - 大鰐・碇ヶ関、薬師堂北口線。堀越 - 弘前駅線）停留所。
  - 取上二丁目、北園一丁目、柴田幼稚園前、取上児童公園前（弘前バスターミナル - 清原・安原 - 小栗山線。神田 - 清原・安原 - 小栗山線）停留所。